# Арнольди, Эрнст-Вильгельм
Эрнст Вильгельм Арнольди (нем. Ernst Wilhelm Arnoldi) (21 мая 1778, Гота — 27 мая 1841, Гота) — немецкий промышленник, банкир, основатель страхового банка Gothaer Feuerversicherungsbank в Готе, первого подобного учреждения в Германии.
Арнольди посвятил себя торговой карьере и, пробыв несколько лет в Гамбурге, вступил участником в торговый дом своего отца в Готе. Он обратил преимущественно внимание на те отрасли торговли, посредством которых можно было усилить вывоз продуктов внутренней промышленности и в особенности — башмачной. В 1804 году он устроил красильную фабрику «Ernst Arnoldis Söhne», а четыре года спустя при его содействии была устроена фабрика фаянсовой посуды в Эльгерсбурге. Когда с 1816 года требование свободы внутренней торговли в Германии стало проявляться настоятельнее, он выступил горячим её защитником.
В 1819 году он представил Союзному собранию обращение, подписанное 5 051 промышленником, с требованием уничтожения препятствий для внутренней торговли и обложения более высокими пошлинами иностранных производителей. Около 1817 года последовало, по инициативе Арнольди, основание в Готе купеческого общества и связанного с этим учебного заведения.
Его идея об устройстве основанного на взаимности страхового учреждения от огня для немецкого торгового сословия осуществилась в 1820 году. При содействии многих единомышленников он устроил в 1827 году на начале взаимности «Банк страхования жизни» в Готе. Последний, будучи первым учреждением в этом роде в Германии, принял очень широкие размеры, и Арнольди был его директором до смерти. После смерти Арнольди в Готе ему был воздвигнут памятник.